# Natàlia Molero i Lloret
Natàlia Molero i Lloret (Girona, 2 de desembre de 1959 - Girona, 26 de juliol de 2015) va ser una escriptora i gestora cultural catalana.

## Biografia
Va ser directora dels Serveis Territorials de Cultura de la Generalitat de Catalunya a Girona entre 1995 i 1997 i directora de la Filmoteca de Catalunya entre 1997 i 2000, així com Cap de Gabinet del Conseller de Cultura Jordi Vilajoana. Des del 2011 fins que es va morir va ser directora de la Casa de Cultura de Girona.
Llicenciada en Filologia hispànica per la Universitat Autònoma i màster en Administració pública per Esade, també va ser professora universitària i va presentar el concurs de TV3 A+ a+. Es va destacar en la defensa de les curses de braus i en contra de la seva abolició a Catalunya.
Va col·laborar en diversos mitjans públics i privats, com La Vanguardia, RTVE, El Punt Avui, COM Radio o Canal Català.

## Obra

### Narrativa
- Em tragueren el cor (1994)
- Aquí hi ha el meu pintallavis (1997)
- Nardo. Un torero d'Olot (2006)

### Obres dramàtiques representades
- Magda Broch. Companyia DDT Teatre, Girona: Sala La Planeta, 1992
- La noia del trèmol. Girona: Teatre Municipal, 1993

## Premis
- Ciutat de Xàtiva de narrativa curta, 1992, per El silenci dels plàtans
- Vila de Sant Boi, 1989, per El viatge